# Witali Balasanjan

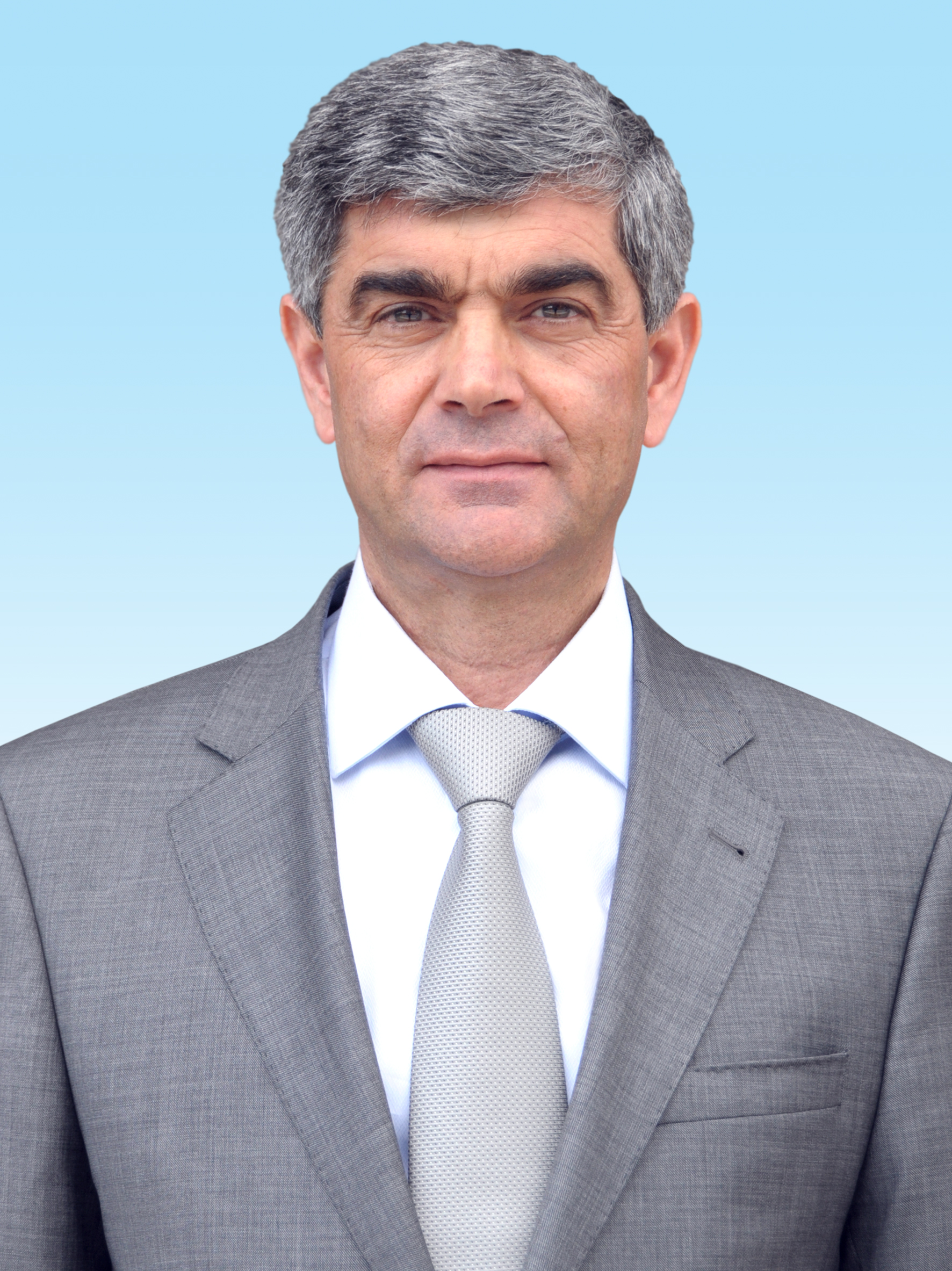
Witali Balasanjan, 2012

Witali Balasanjan (armenisch Վիտալի Բալասանյան; * 5. März 1959 in Askeran (aserbaidschanisch Əsgəran), Autonomes Gebiet Bergkarabach, Aserbaidschanische SSR, UdSSR) ist ein armenischer Generalmajor im Ruhestand aus der abtrünnigen Provinz Bergkarabach und ein ehemaliger Militärkommandeur während des Bergkarabachkrieges Anfang der 1990er Jahre.

## Leben
Balasanjan schloss 1976 die allgemeinbildende Schule in Askeran ab. Von 1977 bis 1979 leistete er seinen Militärdienst in der sowjetischen Armee. 1990 absolvierte er die kooperative Handelsschule und im Jahr 2011 die Wirtschaftsuniversität in Erewan.
Mit der Verschärfung armenisch-aserbaidschanischer Auseinandersetzungen in Bergkarabach setzte sich Balasanjan 1988 an die Spitze einer der paramilitärischen armenischen Einheiten in der Stadt Askeran. 1990 stieg er zum Befehlshaber der separatistischen armenischen Milizen in der gesamten Provinz Askeran auf.
Im Dezember 1991 wurde Balasanjan ins Parlament der international nicht-anerkannten Republik Bergkarabach (RB, heute Arzach) gewählt. Er spielte eine entscheidende Rolle bei der Annexion und Zerstörung der aserbaidschanischen Stadt Ağdam, die außerhalb der administrativen Grenzen im Osten der Bergkarabach Region liegt.
1999 wurde Balasanjan zum stellvertretenden Verteidigungsminister der RB ernannt und bekleidete diese Position bis zu seinem Rücktritt 2005. Im Jahr 2000 wurde er zum Generalmajor befördert.
2005 ließ sich Balasanjan in die Nationalversammlung der RB wählen. Dort vertrat er die nationalistische Armenische Revolutionäre Föderation.
2012 kandidierte Balasanjan für den Posten des Staatsoberhaupts bei den international nicht-anerkannten Präsidentschaftswahlen in der RB. Mit 32,5 Prozent der erhaltenen Stimmen landete er hinter dem Sieger Bako Sahakjan.

## Meinungen
Auf einer Pressekonferenz am 15. Oktober 2019 machte Balasanjan ein Eingeständnis, wonach es Aserbaidschaner waren, die unter den Folgen des wiederaufflammenden Konflikts zwischen Armenien und Aserbaidschan Ende der 1980er Jahre als erster gelitten haben. Am 22. Februar 1988 wurden zwei Aserbaidschaner auf dem Weg von Aghdam nach Stepanakert von bewaffneten Armeniern getötet. Nach mehr als 30 Jahren gab Balasanjan zu, diese selbst erschossen zu haben.